# 倒卵叶木莲
倒卵叶木莲（学名：Manglietia obovalifolia）为木兰科木莲属下的一个种。

## 扩展阅读
- 維基物種上的相關：倒卵叶木莲